# Rafael Pettersson
Rafael Pettersson (Warschau, 22 december 1976), geboren als Rafael Michael, is een in Polen geboren Zweeds acteur.

## Biografie
Petterson leerde van 2000 tot en met 2004 het acteren aan de toneelschool in Malmö.
Petterson begon in 2002 met acteren in de miniserie Den 5:e kvinnan, hierna speelde hij nog meerdere rollen in televisieseries en films. Hij is vooral bekend van zijn rol als John Lundqvist in de televisieserie The Bridge waar hij in 37 afleveringen speelde (2011-2018).

## Filmografie

### Films
Uitgezonderd korte films.
- 2019 Ser du månen, Daniel - als Wojceik
- 2017 All Inclusive - als Henrik
- 2016 Bieffekterna - als Robert Bergman
- 2015 Sensoria - als Johan Steiner
- 2015 Glada hälsningar från Missångerträsk - als Lasse
- 2011 Den Sidste Rejse - als Zweedse postbode
- 2006 Sista dagen - als Peter
- 2005 Fyra veckor i juni - als Byggjobbare

### Televisieseries
Uitgezonderd eenmalige gastrollen.
- 2020-2022 Partisan - als Mateusz - 10 afl.
- 2011-2018 The Bridge - als John Lundqvist - 37 afl.
- 2015 Arne Dahl: En midsommarnattsdröm - als Henrik - 2 afl.
- 2007-2008 Höök - als Ingemar Höök - 20 afl.
- 2005 Lasermannen - als Biluthyrare - 3 afl. (miniserie)

- Library of Congress Control Number: no2017060033
- Virtual International Authority File: 5682149489107193810002
- WorldCat: E39PBJr83YW9hHh7jKMcY3X8G3